# Martinica
Martinica (en francès, Martinique, en crioll antillà Matnik) és una illa que forma una regió i un departament d'ultramar (ROM-DOM) francès. Situada a les Petites Antilles —entre el mar Carib, a l'oest; i l'oceà Atlàntic, a l'est—, està separada de l'illa de Dominica, al nord, pel pas de Martinica; i de Saint Lucia, al sud, pel canal de Saint Lucia. Es considera una regió ultraperifèrica de la Unió Europea.
Té 1128 km² i 393 000 habitants (segons l'estimació del 2004). La capital és Fort-de-France.

## Geografia

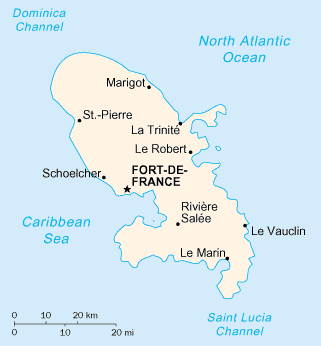
Mapa de Martinica

Orogràficament, l'illa fa part del massís del Carib, del qual procedeixen totes les illes dels voltants. El relleu és volcànic, molt accidentat, amb activitat moderna. Cal destacar-ne els volcans, entre els quals la Montagne Pelée (1463 m), que del 1902 al 1904 destruí completament la ciutat de Saint-Pierre, i els Pitons du Carbet (1207 m).
També hi ha nombrosos rierols petits i cabalosos, 
La "rivière Lézarde", riu llarg de 30 km, és el curs d'aigua més gran de l'illa. També hi ha: 
- Al nord: La rivière du Galion, La rivière du Lorrain, La rivière Capot, La rivière Blanche, La rivière de Basse Pointe, La rivière Hackaert, La rivière de Macouba, La Grande Rivière, La rivière du Prêcheur, La rivière Roxelane, La rivière des Pères, La rivière du Carbet, La rivière Fond Capot, La rivière de Case Pilote, La rivière Case Navire.
- Al centre: La rivière Monsieur, La rivière Madame, La rivière du Longvilliers.
- Al sud: La rivière Pilote, La rivière Salée, La rivière du Vauclin, La rivière de Paquemar, La rivière du Simon, La rivière des Coulisses, La rivière la Nau.

Els estanys no tenen gaire envergadura. El clima és tropical, amb una pluviositat que varia, segons l'exposició als alisis, entre els 1 000 i els 2 000 mm anuals. La vegetació abasta des de boscos humits tropicals fins a la sabana.

## Població
Racialment, el 91,4% de la població és negra o mulata, procedent d'Àfrica, i parla el crioll dit creole, resultat del contacte del francès amb llengües africanes i caribes. El 5,1% de la població són blancs d'arrels franceses, anomenats béké o bétjé (uns 3000) i l'1,9% són asiàtics (principalment hindus, xinesos i asiàtics). Pel que fa a les religions, el 85,3% dels martiniquesos són catòlics romans. I respecte als altres, el 3,1% són adventistes del setè dia; el 0,6%, testimonis de Jehova i el 0,5% baha’i; el 0,5% són musulmans i un 0,5%, hinduistes.

## Economia
L'agricultura es basa en la canya sucrera, les bananes, la pinya tropical i la mandioca, economia de les antigues plantacions colonials. Hi ha indústries sucreres, de destil·lació de rom i de conserves de fruita, i també explotació forestal i pesquera. El turisme és la principal activitat econòmica.
La canya de sucre darrerament ha baixat a menys del 5% en el valor de les exportacions martiniqueses, però més endavant continuada per l'ananàs i les bananes, a l'exportació de la qual es dediquen 8500 hectàrees. Darrerament, però, s'ha intentat pal·liar l'excessiva dependència del sucre i del rom amb inversions industrials, sobretot en la refineria de petroli, i no fa gaire en el turisme, baldament no se n'hagin explotat totes les possibilitats.
El 73% de la població activa treballa al sector terciari, mentre que un 17% ho fa a l'industrial i només un 10% al sector agrari. La comercialització i explotació de l'agricultura, dedicada completament a l'exportació, és un monopoli de la metròpoli. Darrerament es manté mercès a les ajudes de França i de la Unió Europea, ja que un 20% dels productes importats són alimentaris. Tot i això, igual que a Guadeloupe, ha provocat una economia dependent amb una taxa de desocupació endèmica del 25%, la qual cosa també ha provocat emigracions a la metròpoli. També ha emmenat un creixement de la població entre el 1985 i el 1990 del 0,4%, per bé que actualment sembla que hagi remuntat. L'illa també compta amb 882 quilòmetres de carreteres i un parc de 80 000 vehicles. No hi ha trens.

## Política i administració
Martinica està dividida en quatre districtes (arrondissements): Fort-de-France, La Trinité, Le Marin i Saint-Pierre, que se sotsdivideixen en 34 comunes.
L'illa té un estatut de col·lectivitat territorial única des del 2016, i com a tal gaudeix d'un legislatiu format pel Assemblea de Martinica de 51 membres —escollits per vot popular per sis anys— i un Consell executiu de 9 membres, també per sis anys. També envia 4 diputats a l'Assemblea Nacional Francesa i dos senadors al Senat de França.
Té força competències en educació primària i secundària, audiovisuals, comerç, govern local i desenvolupament, però no pas en defensa ni en moneda. A hores d'ara, els independentistes, aplegats en el Moviment Independentista Martiniquès, han assolit un important pes electoral i a aquest partit pertany l'actual president del Consell executiu, Alfred-Marie Jeanne.

## Història
L'illa, com altres del Carib, ja era habitada en el 6000 aC, tal com testimonien les restes de la cultura Casimiroide de sílex, trobada a Haití, que segons Irving Crouse i J. Cruixent procedia de Centreamèrica. Tanmateix, a l'illa de Martinica els poblaments procedien potser de l'Orinoco i de l'illa de Trinitat, amb una societat sense una especial divisió per tasques i sense cap jerarquia social desenvolupada, en comunitats agrupades en viles.
Fou ocupada el 15 de setembre de 1635 per Pierre Belain d'Esnambuc i 150 colons en nom de França per la Compagnie des Îles de l'Amérique, on va fundar la ciutat de Saint-Pierre, la primera francesa permanent al Carib.
El 1793 una part de l'illa fou ocupada pels anglesos i durant la guerra de la tercera coalició una flota hispanofrancesa de 40 vaixells va apropar-se a Martinica per distreure la flota d'Horatio Nelson i poder envair Anglaterra, i es va retirar a la península.

## Música
Els principals elements musicals a Martinica són la biguine, la masurca criolla o mazouk, el vals crioll, la contradansa o de cintura alta, el chouval-bwa, el tambor bô-kannal, la bèlè, la kadans, el dancehall i el zouk.